# 3-Octanol
3-Octanol ist eine chemische Verbindung aus der Gruppe der Alkohole, genauer der chiralen Alkohole.

## Vorkommen
3-Octanol kommt natürlich in zahlreichen Pflanzen wie Bay (Pimenta racemosa), Spearmintöl, Hafergrütze, Basilikum, Pimentblättern und Trüffel vor. Die Verbindung wurde nachgewiesen (frei und verestert) in einer Vielzahl von Minzen, Lavendel, den ätherischen Ölen der Ackerminze, Grünen Minze, Pferdeminze (Monarda punctata), Polei-Minze und Rossminze (Mentha longifolia), in Äpfeln, Bananen, Moosbeeren, Trauben, Papaya, Erdbeeren, Sauerkirschen, Zitronen, Brombeeren, Wilder Bergamotte (Monarda fistulosa), Schweinefleisch, Erbsen, Kartoffeln, Ingwer, Thymian, Fisch, gebratenem Rindfleisch, Cognac, Rum, Wein, Kaffee, Tee, Hafer, Sojabohnen, Pilzen, Majoran, Seetang, Buchweizen, Zitronenmelisse, Trüffeln, Passionsfrucht und Pepino-Frucht (Solanum muricatum).

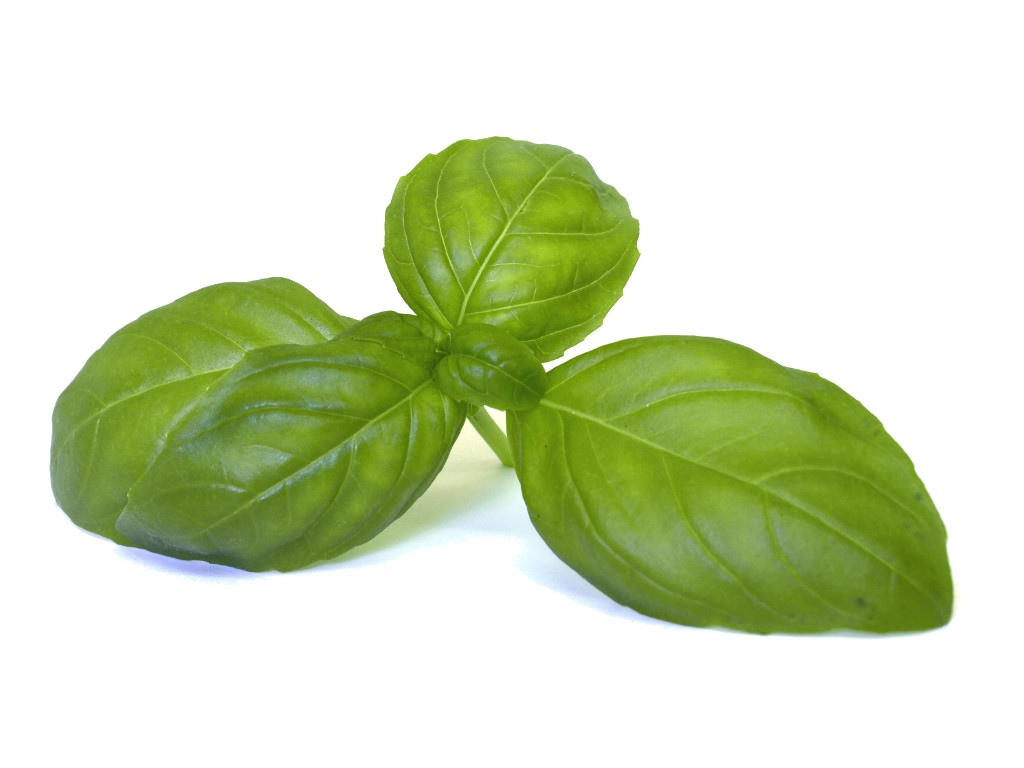
Basilikum
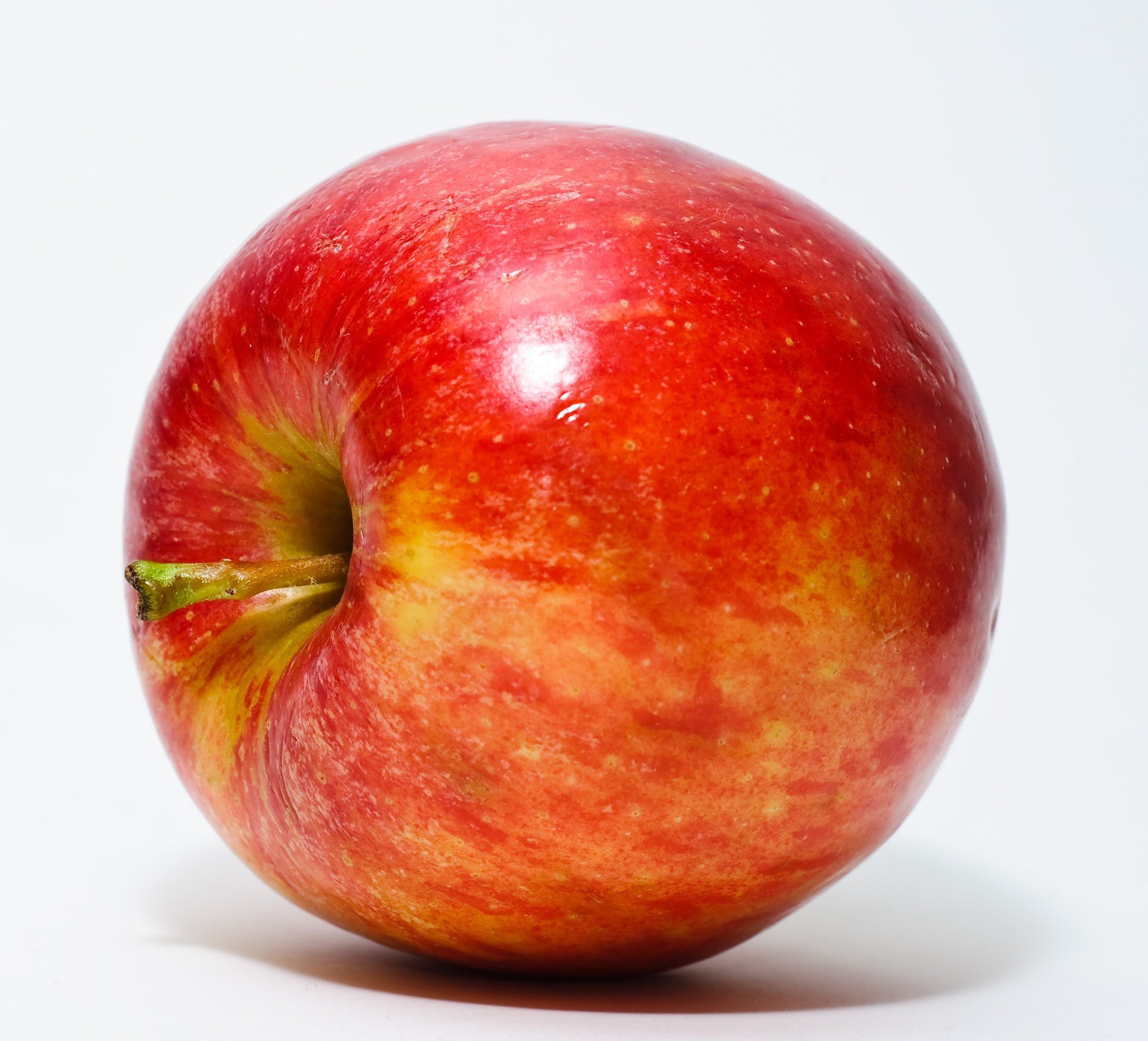
Apfel
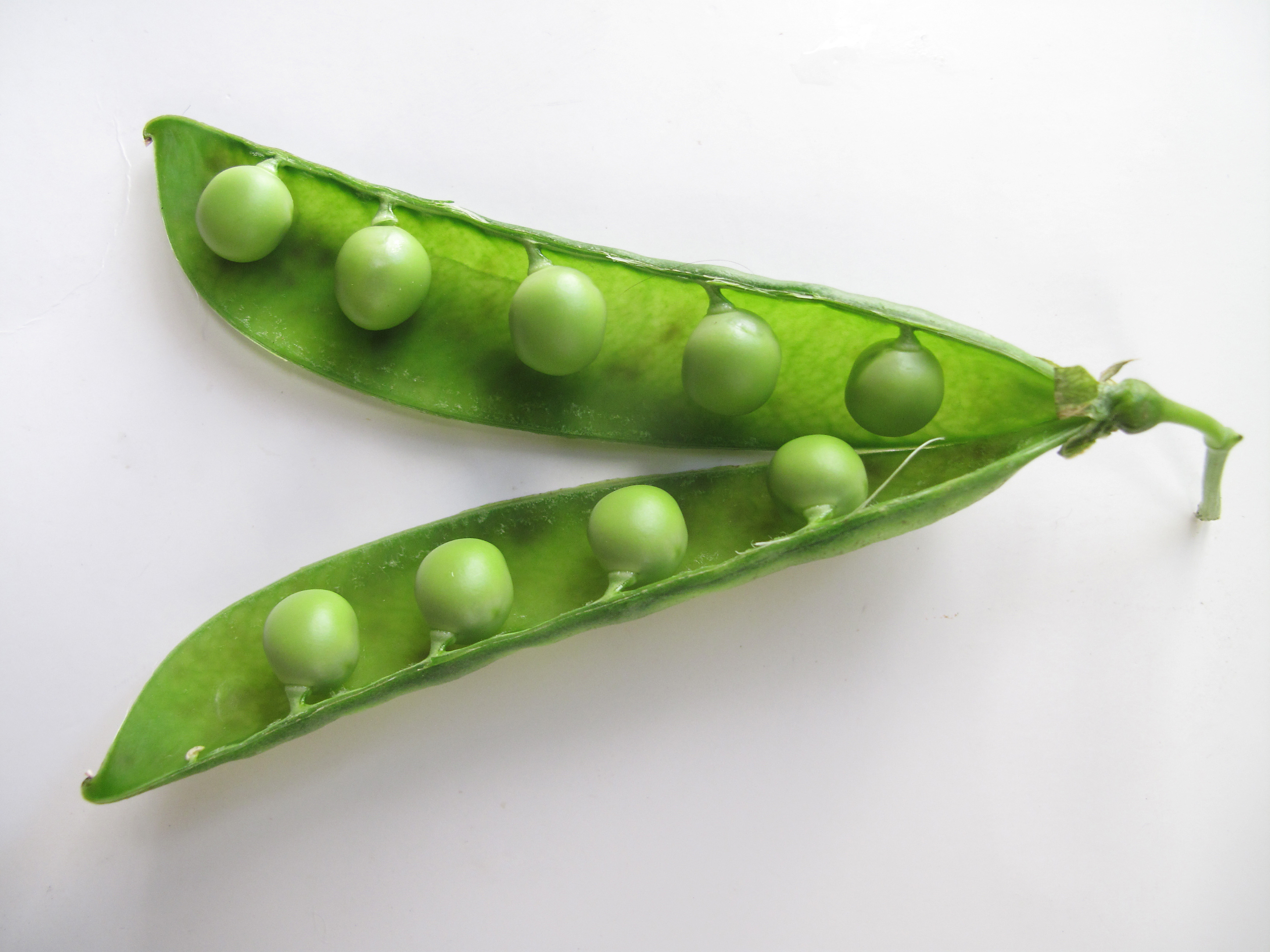
Erbsen
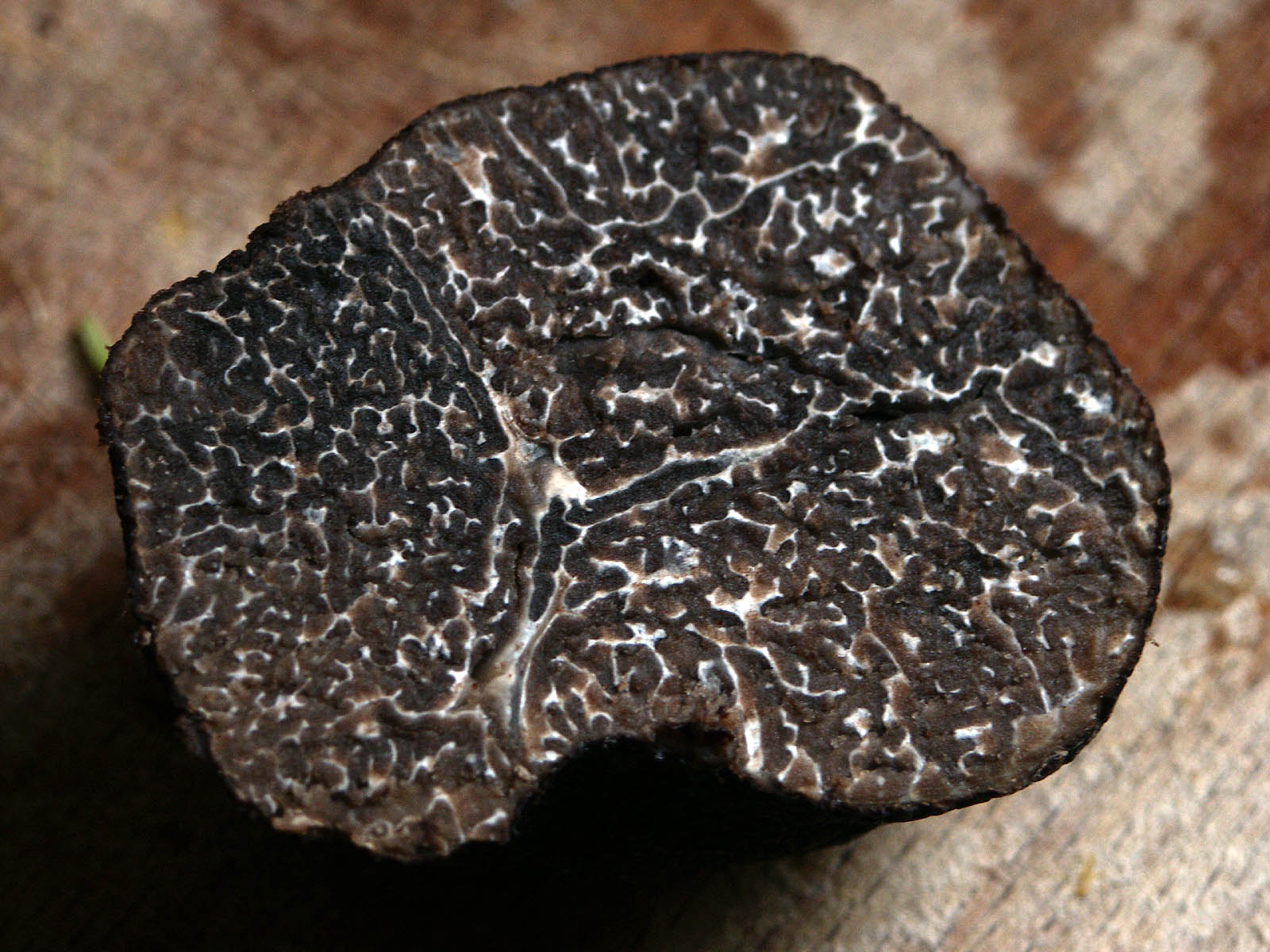
Trüffel

Es dient manchen Ameisen als Alarmpheromon. Die Mandibeldrüsen der Ameisenart Myrmica enthalten neben anderen Substanzen 3-Octanol, 90 % davon in Form des (R)-Enantiomers. Die Arten M. rubra und scabrinodis reagieren spezifisch auf dieses (R)-Isomer.

## Gewinnung und Darstellung
3-Octanol kann in racemischer Form durch Reduktion von 3-Octanon mit Natrium in Etherlösung hergestellt werden.

## Eigenschaften
3-Octanol ist eine brennbare, schwer entzündbare, farblose Flüssigkeit mit aromatischem Geruch, die praktisch unlöslich in Wasser ist.

## Verwendung
3-Octanol wird als Aromastoff (zum Beispiel für Lavendel und Pilzgerüche) verwendet.

## Sicherheitshinweise
Die Dämpfe von 3-Octanol können mit Luft ein explosionsfähiges Gemisch (Flammpunkt 68 °C) bilden.